# Carmen proibita (film 1953)
Carmen proibita è un film del 1953 diretto da Giuseppe Maria Scotese.
Pellicola drammatica di produzione italo-spagnola su soggetto di Prosper Mérimée.

## Trama
A bordo di un mercantile battente bandiera panamense si svolge un traffico di merce di contrabbando. Nel porto di Siviglia, la polizia irrompe nell'imbarcazione e Carmen, una ballerina gitana complice dei contrabbandieri, si nasconde nella cabina di José, capitano in seconda. Dopo una notte passata con lei, José se ne innamora, ma la donna lo trascura e si fa sorprendere nella taverna in cui danza, in compagnia di un canadese. José uccide il rivale e, dopo aver commesso il delitto, si associa alla banda dei contrabbandieri scoprendo che il capo della banda è proprio Carmen. Inviato a Tangeri per un traffico di pietre preziose, José conosce Margaret, che vorrebbe portarlo con sé in America; ma l'uomo, ancora innamorato di Carmen, non pensa ad altro che a trafugare i gioielli che poi verranno smerciati dalla banda. Nel frattempo esce dalla prigione il marito di Carmen, che si unisce al gruppo di malviventi ma viene ucciso in duello dallo stesso José, accecato dalla gelosia. José è così costretto a darsi alla latitanza e porta via con sé Carmen, implorandola di abbandonare questa vita avventurosa e di fuggire insieme lasciando per sempre la Spagna. Al rifiuto di lei, la uccide ma, ormai braccato dalla polizia, cade egli stesso poco dopo sotto il fuoco dei mitra degli agenti.